# Терновая (Чугуевский район)
Терновая (укр. Тернова) — село,
Введенский поселковый совет,
Чугуевский район,
Харьковская область, Украина.
Код КОАТУУ — 6325455304. Население по переписи 2001 года составляет 3091 (1397/1694 м/ж) человек.

## Географическое положение
Село Терновая находится на левом берегу реки Уды в месте впадения в неё реки Роганка (Рогань) близ озера Большая Ольха,
выше по течению примыкает село Лизогубовка (Харьковский район),
ниже по течению примыкает пгт Введенка,
на противоположном берегу — село Заудье.
К селу примыкает несколько лесных массивов (сосна).

## История
- 1647 — дата основания Терновой[2].
- На левом берегу реки Уды находилась слобода Терновая, населённая свободными людьми; а напротив неё через реку — более молодое село Панская Терновка[9] (ныне Заудье) населённое в основном крепостными, которые принадлежали «панам».
- В первой половине XIX века Терновая — военное поселение, входившее в Чугуевский округ военных поселений. До сих пор улицы в Терновой в просторечии называются, как в XIX веке, по сотням (1-я, 2-я, 3-я, 4-я).
- В  1940 году, перед ВОВ, в селе были 725 дворов, православная церковь, 4 ветряные мельницы и сельсовет.[10]
- В 1993 году в селе работали совхоз «Терновско́й», пункт правопорядка, военно-учётный стол (ВУС), больница, аптека, автозаправочная станция (АЗС), школа, поселковый Совет.[11]

## Экономика
- Молочно-товарная ферма.
- «Колос 2000», сельскохозяйственное ООО.
- «Терновское», сельскохозяйственное ОАО.

## Объекты социальной сферы
- Школа.

## Достопримечательности
- Братская могила советских воинов. Похоронено 167 воинов.

## Религия
- Церковь Иоанна Богослова, построена в 2000-х годах.

## Транспорт
Сообщение с Харьковом автобусное (от метро Проспект Гагарина) и железнодорожное (электропоезда линии Харьков — Шевченково — Купянск-Узловой).
На территории Терновой — ж.д. станция Мохнач, находящаяся не в Мохначе, а за 20 км от него, причём на противоположном берегу реки Уды. Станция с 1919 года находится в другом — не Змиевском, а Чугуевском уезде (сейчас районе). Сейчас станция и поселок Мохнач вообще не имеют прямого сообщения между собой — капитальный автомобильный мост через Уды был уничтожен во Введенке в 1943 году, а затем прямая грунтовая дорога между Мохначем и станцией через Мохначанский лес в междуречье Уд и Донца стала непроезжей.
Ж.д. станция Терновое той же линии находится на в Терновой, а в 10 км от неё, на противоположном берегу реки Роганка, близ Безлюдовки — за 2 остановочных пункта от станции Мохнач, находящейся в Терновой.
В Терновой существует построенный в конце 90-х бетонный автомобильный мост через реку Уды, соединяющий с селом Заудье.